# Гамлиэль, Гила
Гила Гамлиэль (ивр. גילה גמליאל‎; род. 24 февраля 1974, Гедера, Центральный округ) — израильская женщина-политик.

## Биография
Гила Гамлиэль родилась в семье восточных евреев или «мизрахим» — йеменского еврея и ливийской еврейки из Триполи. У неё пять братьев, один из которых — Хаим, является руководителем партии Ликуд в Гедере. Её второй брат, Йоэль Гамлиель, являлся мэром города Гедера. Также её родственник Арье Гамлиэль был членом парламента от партии восточных евреев ШАС. Гила Гамлиэль дважды выходила замуж, имеет ребёнка, живёт в Тель-Авиве.
Гамлиэль училась в Университете имени Бен-Гуриона, где ей была присуждена степень бакалавра в области ближневосточной истории и философии и магистра философии. В своё время, будучи студенткой, она была председателем студенческого союза в университете, а также первой женщиной-председателем Национальной Ассоциации студентов. Позднее она получила степень бакалавра в Академическом колледже. Владеет ивритом, английским и арабским языками.
Перед выборами 1999 года Гила Гамиэль заняла 25 место в праймериз партии, но в кнессет не попала, так как партия получила всего 19 мест. В 2003 году она неожиданно завоевала на внутрипартийных выборах 11-е место в списке «Ликуда», опередив несколько членов кабинета министров. Она стала членом кнессета, когда партия получила 38 мест, однако в это же время против неё возбудили уголовное дело — Гамлиэль обвиняли в коррупции. В ноябре 2003 года дело было прекращено из-за отсутствия весомых доказательств.
В 2003 году Гила Гамлиэль голосовала против плана «Дорожная карта». Примерно в то же время, в июне 2003 года, она и трое других членов кнессета от «Ликуда» были фактически исключены из фракции на три месяца, потому что голосовали против плана «Ликуда» в вопросах экономики.
В ходе своего первого членства в кнессете Гамлиэль возглавляла комитет по положению женщин, а в марте 2005 года была назначена заместителем министра сельского хозяйства. Тем не менее, она потеряла место в списке «Ликуда» на выборах 2006 года и не прошла в кнессет. Перед выборами 2009 года она заняла девятнадцатое место в праймериз партии и вернулась в кнессет, так как «Ликуд» получил 27 мест. 1 апреля 2009 года премьер-министр Биньямин Нетаньяху назначил Гамлиэль заместителем министра офиса премьер-министра Израиля.
На выборах 2013 года она была вновь избрана в Кнессет, но потеряла свой мандат, сохранив за собой пост заместителя министра. Она была также переизбрана на выборах в 2015 году, после чего она была назначена министром по делам пенсионеров и гендерного развития меньшинств в новом правительстве.
17 мая 2020 года заняла пост министра охраны окружающей среды в Кабинете министров, который она занимала до перевыборов Кнессета в 2021 году. 2 января 2023 года была назначена министром разведки.